# 鈴木久嗣
鈴木 久嗣（すずき ひさつぐ、 1970年- ）は、日本の陸上競技選手。愛知県知立市出身。知立市立竜北中学校、中京大中京高校、中京大学卒業。

## 人物
中学時代には全日本中学校選手権の 走り幅跳びで優勝している。またジュニア・オリッピックにおいても7m15cmの大会タイ記録を樹立し優勝を果たした。中学３年生時、走り幅跳びに出場した全ての大会において優勝している。
当初は走り幅跳びの選手だったが、高校入学後に100mに転向した。1986年、高校1年生のみで開催された1年生大会に於いてリレーの名門・名古屋学院に僅差で敗れはしたものの、他校のアンカー4人を抜き2位でゴールした走力を持ち、そのレースから短距離にのめり込んで行った。また鈴木率いる個人走力に勝る中京高校と、日本一とも称されたバトン技術が武器の名古屋学院高校とで、共に3年間インターハイに向けて切磋琢磨し合い、共に向上していったライバル校が有ったという事も鈴木にとってリレーに対する楽しみや、やりがいとなっていた理由のひとつである。
山口県で開催された高校総体では、1年生ながら中京高校の4×100mリレーメンバーに選出され、アンカーを任された。中京高校は順調に決勝まで進んだが、決勝レースで敗北。鈴木は優勝を狙える順位でバトンを受けたにもかかわらず、ライバル4～5校に抜かれて表彰台を逃した。
その後、高校3年生の夏、兵庫で開催された全国高校総体に於いてアンカーとして再び出場し、決勝まで勝ち進んだ。鈴木は2年前の借りを返すが如くライバル校を次々と抜き去り『41秒05』という当時では驚異的なタイムで全国制覇した。
４×100ｍリレーにおいて日本記録を３度更新し、オリンピック・世界陸上・ユニバーシアードの世界３大大会に加え、アジア大会、東アジア大会と全ての国際大会で入賞を果たしている。それに加え１走から４走までの全ての走順をこなしている。

## 略歴
- 1992年:日本選手権100m優勝。バルセロナオリンピック4×100mリレーに出場。
  - 戦後初の決勝進出を果たし6位入賞、アジア新記録（38秒77）を樹立。（1走青戸慎司、3走井上悟、4走杉本龍勇）
- 1993年:日本選手権100m3位。 バッファローユニバーシアード陸上男子400mリレーに杉本龍勇、井上悟、宮田英明とともに出場し、2位。
- 1995年: 世界陸上選手権イェーテボリ大会4×100mリレーに伊東、井上、伊藤とともに出場。
  - 決勝進出を果たし5位入賞、準決勝で当時の日本新記録（38秒67）を樹立。
- 同年、宮内庁より秋の園遊会に招待され、天皇・皇后に声を掛けられる。
- 現在は、愛知県にあるビューテック(株)に在籍している。